# Horst (sächsisches Adelsgeschlecht)

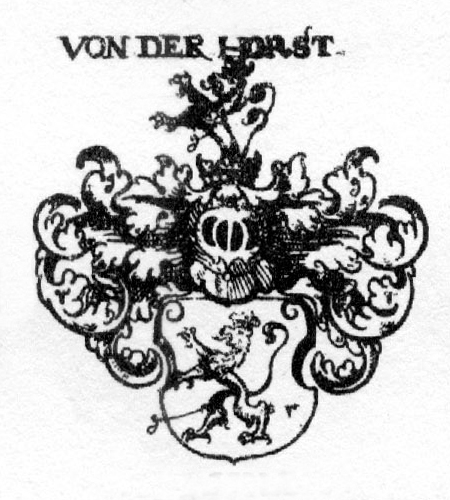
Wappen derer von Horst

Horst ist der Name einer aus Sachsen stammenden Familie, die mit Johann Gottlob Horst (* 1766) in Salbitz, heute Ortsteil von Naundorf (Sachsen), die Stammreihe beginnt.

## Adelserhebung
- Sachsen-Coburg und Gothaischer Adels- und Freiherrnstand am 12. Mai 1899 für den deutsch-amerikanischen Kaufmann Louis Anton Horst, später Direktor der Opernschule in Gotha.

## Wappen

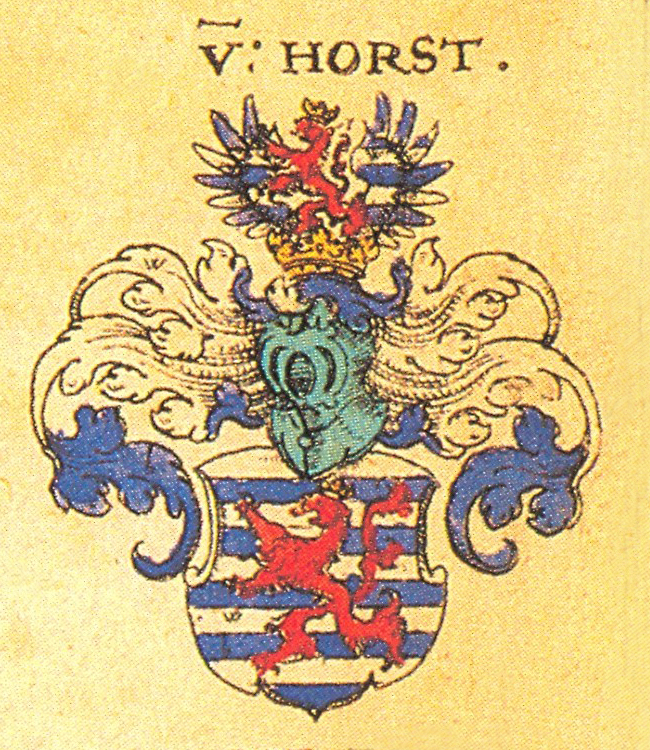
Wappen derer von Horst, rheinländisch

In Rot ein aufrechter gekrönter goldener Löwe. Auf dem Helm mit rot-goldenen Decken der Löwe wachsend.

## Namensträger
- Louis Anton von Horst (1865–1947), deutsch-amerikanischer Kaufmann, Erfinder und deutscher Spion im Ersten Weltkrieg